# Pamelaria
Pamelaria es un género extinto de reptil arcosauromorfo del que solo se ha descrito una especie, Pamelaria dolichotrachela, del Triásico Medio de India. Pamelaria tenía patas extendidas lateralmente, un cuello largo y un cráneo aguzado con sus narinas situadas en el extremo frontal del hocico. Entre los arcosauromorfos primitivos, Pamelaria se parece más a Prolacerta del Triásico Inferior de Sudáfrica y la Antártida. Ambos han sido situados en la familia Prolacertidae. Pamelaria, Prolacerta, y varios otros reptiles del Pérmico y el Triásico tales como Protorosaurus y Tanystropheus han sido situados frecuentemente en un grupo de arcosauromorfos llamado Protorosauria (conocido de manera alternativa como Prolacertiformes), el cual era considerado como uno de los grupos más basales de arcosauromorfos. Sin embargo, los análisis filogenéticos indican que Pamelaria y Prolacerta están más cercanamente relacionados con los Archosauriformes que con Protorosaurus, Tanystropheus y otros protorosaurios, lo que convierte a Protorosauria en una agrupación polifilética.

## Descripción
Basándose en los especímenes conocidos, Pamelaria alcanzaba una longitud de cerca de 2 metros. El cuello, compuesto por seis vértebras cervicales largas y gruesas, abarca la mayor parte de esa longitud. Las extremidades son robustas, de un tamaño aproximadamente igual, y se extendían hacia los lados del cuerpo. La cintura escapular es grande y en forma de placas. La cola es gruesa cerca de la base y se estrecha conforme se acerca a su punta.
El cráneo de Pamelaria es pequeño y equipado con pequeños dientes cónicos. Las narinas (las aberturas en el hueso para el pasaje nasal) es un único agujero posicionado en la punta del hocico. El margen posterior del cráneo posee una forma muy arqueada visto desde arriba. Las órbitas o cuencas oculares son grandes. Las fenestras temporales superiores en la bóveda craneana son pequeñas mientras que las fenestras temporales inferiores bajo las órbitas son muy grandes. Como ocurre en los protorosaurios, el cráneo de Pamelaria carece de conexión entre los huesos cuadrado y yugal a lo largo de la parte inferior del cráneo, lo que significa que la fenestra temporal inferior no estaba completamente rodeada por hueso. La mandíbula tiene una sección grande elevada en frente de la articulación de la mandíbula conocida como el proceso coronoides.

## Descubrimiento y denominación
Los fósiles de Pamelaria han sido encontrados en estratos del Triásico Medio de la Formación Yerrapalli en Andhra Pradesh, India. El material conocido procede de seis individuos de tres sitios fósiles. El mejor preservado es un esqueleto articulado y completo en su mayor parte y es el espécimen holotipo de Pamelaria. Un segundo esqueleto parcial pertenece a un individuo más pequeño. Los otros individuos están representados por huesos aislados hallados en asociación con huesos del arcosaurio Yarasuchus. Pamelaria fue nombrado en 2003 en honor de la paleontóloga de vertebrados Pamela Lamplugh Robinson. El nombre de la especie dolichotrachela significa "cuello largo" en idioma griego.

## Filogenia
Pamelaria es un miembro basal de Archosauromorpha, el clado o agrupación evolutiva que incluye a los crocodilianos, aves, y a todos los reptiles más cercanamente relacionados con estos que a los lagartos y sus parientes (los cuales forman su propio clado, Lepidosauromorpha). Entre los arcosauromorfos basales, Pamelaria se asemeja a Prolacerta. Cuando se nombró a Pamelaria en 2003, ambos fueron situados en la familia Prolacertidae. Pamelaria, Prolacerta, y otros prolacértidos fueron considerados como pertenecientes a un diverso grupo de arcosauromorfos llamado Protorosauria, el cual también incluye a las familias Protorosauridae y Tanystropheidae. Las características que fueron más frecuentemente usadas para clasificar a los protorosaurios son las largas vértebras cervicales y la abertura bajo la fenestra temporal inferior del cráneo, los cuales son rasgos encontrados en Pamelaria.
A partir de 1998, los análisis filogenéticos mostraron que Prolacerta no estaba cercanamente relacionado con los otros protorosaurios; se encontró que este género estaba en una posición más derivada que los protorosaurios, más cercano al clado Archosauriformes. Un análisis de 2009 confirmó que este también era el caso de Pamelaria. Tanto Pamelaria como Prolacerta estaban cercanamente relacionados con los Archosauriformes mientras que los otros protorosaurios formaban un clado cerca de la base de Archosauromorpha. El análisis de 2009 también reveló que Prolacertidae es parafilético, ya que Prolacerta está más cercanamente relacionado con los arcosauriformes de lo que lo está Pamelaria. Este resultado sugiere que características tales como el cuello largo que alguna vez fueron consideradas como evidencia de una relación cercana entre Pamelaria y Prolacerta en realidad evolucionaron de manera independiente en ambos taxones. A continuación se presenta un cladograma del análisis de 2009 mostrando las relaciones de Pamelaria con otros arcosaurmorfos:
|  | Megalancosaurus |
|  |                 |
|  | Protorosaurus   |
|  |                 |

|  | Tanystropheus |
|  |               |
|  | Macrocnemus   |
|  |               |

|               | Trilophosaurus                                               |
|               |                                                              |
| Rhynchosauria | \| \| Rhynchosaurus \| \| \| \| \| \| Mesosuchus \| \| \| \| |
|               | \| \| Rhynchosaurus \| \| \| \| \| \| Mesosuchus \| \| \| \| |
|               | Rhynchosaurus                                                |
|               |                                                              |
|               | Mesosuchus                                                   |
|               |                                                              |

|  | Rhynchosaurus |
|  |               |
|  | Mesosuchus    |
|  |               |

|  | Pamelaria                                                       |
|  |                                                                 |
|  | \| \| Prolacerta \| \| \| \| \| \| Archosauriformes \| \| \| \| |
|  |                                                                 |
|  | Prolacerta                                                      |
|  |                                                                 |
|  | Archosauriformes                                                |
|  |                                                                 |

|  | Prolacerta       |
|  |                  |
|  | Archosauriformes |
|  |                  |

|               | Trilophosaurus                                               |
|               |                                                              |
| Rhynchosauria | \| \| Rhynchosaurus \| \| \| \| \| \| Mesosuchus \| \| \| \| |
|               | \| \| Rhynchosaurus \| \| \| \| \| \| Mesosuchus \| \| \| \| |
|               | Rhynchosaurus                                                |
|               |                                                              |
|               | Mesosuchus                                                   |
|               |                                                              |

|  | Rhynchosaurus |
|  |               |
|  | Mesosuchus    |
|  |               |

|  | Pamelaria                                                       |
|  |                                                                 |
|  | \| \| Prolacerta \| \| \| \| \| \| Archosauriformes \| \| \| \| |
|  |                                                                 |
|  | Prolacerta                                                      |
|  |                                                                 |
|  | Archosauriformes                                                |
|  |                                                                 |

|  | Prolacerta       |
|  |                  |
|  | Archosauriformes |
|  |                  |

|  | Tanystropheus |
|  |               |
|  | Macrocnemus   |
|  |               |

|               | Trilophosaurus                                               |
|               |                                                              |
| Rhynchosauria | \| \| Rhynchosaurus \| \| \| \| \| \| Mesosuchus \| \| \| \| |
|               | \| \| Rhynchosaurus \| \| \| \| \| \| Mesosuchus \| \| \| \| |
|               | Rhynchosaurus                                                |
|               |                                                              |
|               | Mesosuchus                                                   |
|               |                                                              |

|  | Rhynchosaurus |
|  |               |
|  | Mesosuchus    |
|  |               |

|  | Pamelaria                                                       |
|  |                                                                 |
|  | \| \| Prolacerta \| \| \| \| \| \| Archosauriformes \| \| \| \| |
|  |                                                                 |
|  | Prolacerta                                                      |
|  |                                                                 |
|  | Archosauriformes                                                |
|  |                                                                 |

|  | Prolacerta       |
|  |                  |
|  | Archosauriformes |
|  |                  |

|               | Trilophosaurus                                               |
|               |                                                              |
| Rhynchosauria | \| \| Rhynchosaurus \| \| \| \| \| \| Mesosuchus \| \| \| \| |
|               | \| \| Rhynchosaurus \| \| \| \| \| \| Mesosuchus \| \| \| \| |
|               | Rhynchosaurus                                                |
|               |                                                              |
|               | Mesosuchus                                                   |
|               |                                                              |

|  | Rhynchosaurus |
|  |               |
|  | Mesosuchus    |
|  |               |

|  | Pamelaria                                                       |
|  |                                                                 |
|  | \| \| Prolacerta \| \| \| \| \| \| Archosauriformes \| \| \| \| |
|  |                                                                 |
|  | Prolacerta                                                      |
|  |                                                                 |
|  | Archosauriformes                                                |
|  |                                                                 |

|  | Prolacerta       |
|  |                  |
|  | Archosauriformes |
|  |                  |

|  | Megalancosaurus |
|  |                 |
|  | Protorosaurus   |
|  |                 |

|  | Tanystropheus |
|  |               |
|  | Macrocnemus   |
|  |               |

|               | Trilophosaurus                                               |
|               |                                                              |
| Rhynchosauria | \| \| Rhynchosaurus \| \| \| \| \| \| Mesosuchus \| \| \| \| |
|               | \| \| Rhynchosaurus \| \| \| \| \| \| Mesosuchus \| \| \| \| |
|               | Rhynchosaurus                                                |
|               |                                                              |
|               | Mesosuchus                                                   |
|               |                                                              |

|  | Rhynchosaurus |
|  |               |
|  | Mesosuchus    |
|  |               |

|  | Pamelaria                                                       |
|  |                                                                 |
|  | \| \| Prolacerta \| \| \| \| \| \| Archosauriformes \| \| \| \| |
|  |                                                                 |
|  | Prolacerta                                                      |
|  |                                                                 |
|  | Archosauriformes                                                |
|  |                                                                 |

|  | Prolacerta       |
|  |                  |
|  | Archosauriformes |
|  |                  |

|               | Trilophosaurus                                               |
|               |                                                              |
| Rhynchosauria | \| \| Rhynchosaurus \| \| \| \| \| \| Mesosuchus \| \| \| \| |
|               | \| \| Rhynchosaurus \| \| \| \| \| \| Mesosuchus \| \| \| \| |
|               | Rhynchosaurus                                                |
|               |                                                              |
|               | Mesosuchus                                                   |
|               |                                                              |

|  | Rhynchosaurus |
|  |               |
|  | Mesosuchus    |
|  |               |

|  | Pamelaria                                                       |
|  |                                                                 |
|  | \| \| Prolacerta \| \| \| \| \| \| Archosauriformes \| \| \| \| |
|  |                                                                 |
|  | Prolacerta                                                      |
|  |                                                                 |
|  | Archosauriformes                                                |
|  |                                                                 |

|  | Prolacerta       |
|  |                  |
|  | Archosauriformes |
|  |                  |

|  | Tanystropheus |
|  |               |
|  | Macrocnemus   |
|  |               |

|               | Trilophosaurus                                               |
|               |                                                              |
| Rhynchosauria | \| \| Rhynchosaurus \| \| \| \| \| \| Mesosuchus \| \| \| \| |
|               | \| \| Rhynchosaurus \| \| \| \| \| \| Mesosuchus \| \| \| \| |
|               | Rhynchosaurus                                                |
|               |                                                              |
|               | Mesosuchus                                                   |
|               |                                                              |

|  | Rhynchosaurus |
|  |               |
|  | Mesosuchus    |
|  |               |

|  | Pamelaria                                                       |
|  |                                                                 |
|  | \| \| Prolacerta \| \| \| \| \| \| Archosauriformes \| \| \| \| |
|  |                                                                 |
|  | Prolacerta                                                      |
|  |                                                                 |
|  | Archosauriformes                                                |
|  |                                                                 |

|  | Prolacerta       |
|  |                  |
|  | Archosauriformes |
|  |                  |

|               | Trilophosaurus                                               |
|               |                                                              |
| Rhynchosauria | \| \| Rhynchosaurus \| \| \| \| \| \| Mesosuchus \| \| \| \| |
|               | \| \| Rhynchosaurus \| \| \| \| \| \| Mesosuchus \| \| \| \| |
|               | Rhynchosaurus                                                |
|               |                                                              |
|               | Mesosuchus                                                   |
|               |                                                              |

|  | Rhynchosaurus |
|  |               |
|  | Mesosuchus    |
|  |               |

|  | Pamelaria                                                       |
|  |                                                                 |
|  | \| \| Prolacerta \| \| \| \| \| \| Archosauriformes \| \| \| \| |
|  |                                                                 |
|  | Prolacerta                                                      |
|  |                                                                 |
|  | Archosauriformes                                                |
|  |                                                                 |

|  | Prolacerta       |
|  |                  |
|  | Archosauriformes |
|  |                  |

|  | Megalancosaurus |
|  |                 |
|  | Protorosaurus   |
|  |                 |

|  | Tanystropheus |
|  |               |
|  | Macrocnemus   |
|  |               |

|               | Trilophosaurus                                               |
|               |                                                              |
| Rhynchosauria | \| \| Rhynchosaurus \| \| \| \| \| \| Mesosuchus \| \| \| \| |
|               | \| \| Rhynchosaurus \| \| \| \| \| \| Mesosuchus \| \| \| \| |
|               | Rhynchosaurus                                                |
|               |                                                              |
|               | Mesosuchus                                                   |
|               |                                                              |

|  | Rhynchosaurus |
|  |               |
|  | Mesosuchus    |
|  |               |

|  | Pamelaria                                                       |
|  |                                                                 |
|  | \| \| Prolacerta \| \| \| \| \| \| Archosauriformes \| \| \| \| |
|  |                                                                 |
|  | Prolacerta                                                      |
|  |                                                                 |
|  | Archosauriformes                                                |
|  |                                                                 |

|  | Prolacerta       |
|  |                  |
|  | Archosauriformes |
|  |                  |

|               | Trilophosaurus                                               |
|               |                                                              |
| Rhynchosauria | \| \| Rhynchosaurus \| \| \| \| \| \| Mesosuchus \| \| \| \| |
|               | \| \| Rhynchosaurus \| \| \| \| \| \| Mesosuchus \| \| \| \| |
|               | Rhynchosaurus                                                |
|               |                                                              |
|               | Mesosuchus                                                   |
|               |                                                              |

|  | Rhynchosaurus |
|  |               |
|  | Mesosuchus    |
|  |               |

|  | Pamelaria                                                       |
|  |                                                                 |
|  | \| \| Prolacerta \| \| \| \| \| \| Archosauriformes \| \| \| \| |
|  |                                                                 |
|  | Prolacerta                                                      |
|  |                                                                 |
|  | Archosauriformes                                                |
|  |                                                                 |

|  | Prolacerta       |
|  |                  |
|  | Archosauriformes |
|  |                  |

|  | Tanystropheus |
|  |               |
|  | Macrocnemus   |
|  |               |

|               | Trilophosaurus                                               |
|               |                                                              |
| Rhynchosauria | \| \| Rhynchosaurus \| \| \| \| \| \| Mesosuchus \| \| \| \| |
|               | \| \| Rhynchosaurus \| \| \| \| \| \| Mesosuchus \| \| \| \| |
|               | Rhynchosaurus                                                |
|               |                                                              |
|               | Mesosuchus                                                   |
|               |                                                              |

|  | Rhynchosaurus |
|  |               |
|  | Mesosuchus    |
|  |               |

|  | Pamelaria                                                       |
|  |                                                                 |
|  | \| \| Prolacerta \| \| \| \| \| \| Archosauriformes \| \| \| \| |
|  |                                                                 |
|  | Prolacerta                                                      |
|  |                                                                 |
|  | Archosauriformes                                                |
|  |                                                                 |

|  | Prolacerta       |
|  |                  |
|  | Archosauriformes |
|  |                  |

|               | Trilophosaurus                                               |
|               |                                                              |
| Rhynchosauria | \| \| Rhynchosaurus \| \| \| \| \| \| Mesosuchus \| \| \| \| |
|               | \| \| Rhynchosaurus \| \| \| \| \| \| Mesosuchus \| \| \| \| |
|               | Rhynchosaurus                                                |
|               |                                                              |
|               | Mesosuchus                                                   |
|               |                                                              |

|  | Rhynchosaurus |
|  |               |
|  | Mesosuchus    |
|  |               |

|  | Pamelaria                                                       |
|  |                                                                 |
|  | \| \| Prolacerta \| \| \| \| \| \| Archosauriformes \| \| \| \| |
|  |                                                                 |
|  | Prolacerta                                                      |
|  |                                                                 |
|  | Archosauriformes                                                |
|  |                                                                 |

|  | Prolacerta       |
|  |                  |
|  | Archosauriformes |
|  |                  |

|  | Megalancosaurus |
|  |                 |
|  | Protorosaurus   |
|  |                 |

|  | Tanystropheus |
|  |               |
|  | Macrocnemus   |
|  |               |

|               | Trilophosaurus                                               |
|               |                                                              |
| Rhynchosauria | \| \| Rhynchosaurus \| \| \| \| \| \| Mesosuchus \| \| \| \| |
|               | \| \| Rhynchosaurus \| \| \| \| \| \| Mesosuchus \| \| \| \| |
|               | Rhynchosaurus                                                |
|               |                                                              |
|               | Mesosuchus                                                   |
|               |                                                              |

|  | Rhynchosaurus |
|  |               |
|  | Mesosuchus    |
|  |               |

|  | Pamelaria                                                       |
|  |                                                                 |
|  | \| \| Prolacerta \| \| \| \| \| \| Archosauriformes \| \| \| \| |
|  |                                                                 |
|  | Prolacerta                                                      |
|  |                                                                 |
|  | Archosauriformes                                                |
|  |                                                                 |

|  | Prolacerta       |
|  |                  |
|  | Archosauriformes |
|  |                  |

|               | Trilophosaurus                                               |
|               |                                                              |
| Rhynchosauria | \| \| Rhynchosaurus \| \| \| \| \| \| Mesosuchus \| \| \| \| |
|               | \| \| Rhynchosaurus \| \| \| \| \| \| Mesosuchus \| \| \| \| |
|               | Rhynchosaurus                                                |
|               |                                                              |
|               | Mesosuchus                                                   |
|               |                                                              |

|  | Rhynchosaurus |
|  |               |
|  | Mesosuchus    |
|  |               |

|  | Pamelaria                                                       |
|  |                                                                 |
|  | \| \| Prolacerta \| \| \| \| \| \| Archosauriformes \| \| \| \| |
|  |                                                                 |
|  | Prolacerta                                                      |
|  |                                                                 |
|  | Archosauriformes                                                |
|  |                                                                 |

|  | Prolacerta       |
|  |                  |
|  | Archosauriformes |
|  |                  |

|  | Tanystropheus |
|  |               |
|  | Macrocnemus   |
|  |               |

|               | Trilophosaurus                                               |
|               |                                                              |
| Rhynchosauria | \| \| Rhynchosaurus \| \| \| \| \| \| Mesosuchus \| \| \| \| |
|               | \| \| Rhynchosaurus \| \| \| \| \| \| Mesosuchus \| \| \| \| |
|               | Rhynchosaurus                                                |
|               |                                                              |
|               | Mesosuchus                                                   |
|               |                                                              |

|  | Rhynchosaurus |
|  |               |
|  | Mesosuchus    |
|  |               |

|  | Pamelaria                                                       |
|  |                                                                 |
|  | \| \| Prolacerta \| \| \| \| \| \| Archosauriformes \| \| \| \| |
|  |                                                                 |
|  | Prolacerta                                                      |
|  |                                                                 |
|  | Archosauriformes                                                |
|  |                                                                 |

|  | Prolacerta       |
|  |                  |
|  | Archosauriformes |
|  |                  |

|               | Trilophosaurus                                               |
|               |                                                              |
| Rhynchosauria | \| \| Rhynchosaurus \| \| \| \| \| \| Mesosuchus \| \| \| \| |
|               | \| \| Rhynchosaurus \| \| \| \| \| \| Mesosuchus \| \| \| \| |
|               | Rhynchosaurus                                                |
|               |                                                              |
|               | Mesosuchus                                                   |
|               |                                                              |

|  | Rhynchosaurus |
|  |               |
|  | Mesosuchus    |
|  |               |

|  | Pamelaria                                                       |
|  |                                                                 |
|  | \| \| Prolacerta \| \| \| \| \| \| Archosauriformes \| \| \| \| |
|  |                                                                 |
|  | Prolacerta                                                      |
|  |                                                                 |
|  | Archosauriformes                                                |
|  |                                                                 |

|  | Prolacerta       |
|  |                  |
|  | Archosauriformes |
|  |                  |

## Paleobiología

### Postura
El cuello de Pamelaria probablemente se sostenía por sobre el resto del cuerpo en vida. En la base del cuello, las articulaciones zigapofisiales entre las sucesivas vértebras se encuentran en ángulo para permitir los movimientos dorsoventrales o de arriba-abajo del cuello. Cerca del cráneo las articulaciones se posicionan de tal manera que el movimiento dorsoventral sería restringido pero los movimientos laterales o de lado a lado serían posibles. Por tanto, Pamelaria sería capaz de elevar y bajar su cuello desde la base y girar el cuello a lo largo de su longitud. Sin embargo, el movimiento lateral estría limitada debido al grosor de las vértebras cervicales.
La cola de Pamelaria es gruesa y pesada, posiblemente para servir de contrapeso al largo cuello. La cola es alta cerca de su base debido a los altos arcos neurales sobre sus vértebras y los largos cheurones bajo ellas. Las costillas sacrales y caudales restringían el movimiento laterales, lo que hacía a la mayor parte de la cola inflexible. La forma del fémur (hueso del muslo) indica que Pamelaria tenía grandes músculos caudofemorales que restringirían aún más el movimiento de la cola (los músculos caudofemorales se sujetan en la base de la cola y se insertan en el fémur).
La longitud igual de las extremidades delanteras y traseras sugieren que Pamelaria era cuadrúpedo. Los huesos de las extremidades se unen apenas con las cinturas escapular y pélvica. Su forma indica que se mantenían extendidas a los lados en vida, dándole a Pamelaria una postura similar a la de los lagartos. Pamelaria puede haber rotado sus extremidades horizontalmente para moverse, empujando desde el dedo más externo como hacen los lagartos actuales. Para soportar su peso, Pamelaria puede haber usado sus extremidades y la base de su cola, posiblemente elevando el resto de su cola mientras caminaba (un comportamiento también observado en algunos lagartos) para reducir la fricción con el suelo.

### Dieta
Los pequeños dientes cónicos que se alineaban con los bordes del maxilar y la mandíbula y en la superficie del paladar sugieren que Pamelaria era insectívoro. Las madrigueras de insectos son comunes en la Formación Yerrapalli, lo que indica que estos artrópodos hubieran sido una abundante fuente de alimentos.